# Kerstin Höök
Kerstin Charlotta Margareta Höök, född 14 oktober 1917 i Örebro, död 9 december 1993, var en svensk barn- och ungdomspsykiater.
Höök, som var dotter till regeringsrådet Adolf Lundevall och Greta Höök, avlade studentexamen i Uppsala 1936, blev medicine kandidat 1939 och medicine licentiat vid Karolinska Institutet i Stockholm 1945, medicine doktor vid Karolinska Institutet i Stockholm 1963, docent i psykiatri vid Karolinska Institutet 1967 och vid Göteborgs universitet 1967. Hon var vikarierande underläkare vid kirurgiska avdelningen på Södersjukhuset 1946–1947, vid kvinnokliniken på Karolinska sjukhuset 1946, assistentläkare och vikarierande underläkare på Kronprinsessan Lovisas barnsjukhus 1947–1959, vikarierande underläkare vid psykiatriska avdelningen på Södersjukhuset 1950, extra läkare vid psykiatriska avdelningen på Kronprinsessan Lovisas barnsjukhus 1950–1951, vikarierande biträdande läkare inom psykiska barna- och ungdomsvården (PBU) i Stockholms län 1953, förste underläkare vid psykiatriska kliniken på Karolinska sjukhuset 1954–1962, vikarierande underläkare på neurologiska och medicinska klinikerna på Akademiska sjukhuset 1963, underläkare vid barnpsykiatriska kliniken på Karolinska sjukhuset 1964, biträdande överläkare vid psykiatriska kliniken där 1964–1967, vid psykiatriska kliniken på Sahlgrenska sjukhuset 1967–1969, blev överläkare vid barn- och ungdomspsykiatriska kliniken på Göteborgs barnsjukhus 1969 och vid Östra sjukhuset i Göteborg 1973.